# Letecký kříž (Spojené království)

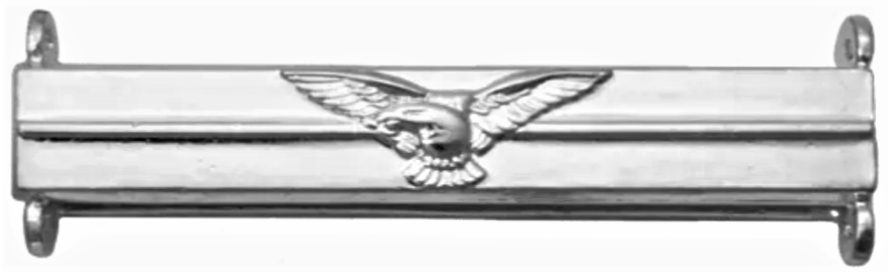
Spona pro 2. udělení AFC

Letecký kříž (anglicky Air Force Cross, AFC) je vojenské vyznamenání udělované ve Spojeném království důstojníkům a od roku 1993 i jiným hodnostem Britských ozbrojených sil a dříve rovněž důstojníkům ostatních zemí Commonwealthu za „čin nebo činy příkladné statečnosti při létání, nikoli však při aktivních operacích proti nepříteli“. Jeho nositelé jsou oprávněni používat za svým jménem zkratku AFC. Pokud nositel kříže obdržel další letecký kříž, přidávala se ke stužce spona.

## Historie
Vyznamenání bylo založeno 3. června 1918 krátce po vzniku Royal Air Force (RAF). Původně bylo určeno pro důstojníky a praporčíky RAF, později však bylo jeho udělování rozšířeno i na letce sloužící v řadách Královského námořnictva a Britské armády.
Zatímco se AFC důsledně uděluje za „službu při létání, nikoli však při aktivních operacích proti nepříteli“, původně byl udělován za „chrabrost, odvahu či oddanost službě při létání“. Řada křížů byla spíš udělena za vynikající službu během určitého období než za specifický akt hrdinství.  V roce 1993 došlo k zúžení těchto hledisek na „příkladnou statečnost při létání“.
Při každém dalším udělení kříže se na jeho stuhu přidává spona. Nosí-li se stužka samostatně, přidává se na ni při každém dalším udělení kříže stříbrná rozeta.
V letech 1919 až 1932 se AFC uděloval i civilistům, a sice na stejném základě jako personálu RAF. V březnu 1941 byla možnost získání kříže rozšířena na námořní důstojníky Fleet Air Arm a v listopadu 1942 i na armádní důstojníky. Od roku 1979 lze AFC udělit i posmrtně.
Letecký kříž byl udělován rovněž dalšími zeměmi Commonwealthu, ale do začátku 90. let minulého století si většina zemí zavedla vlastní systémy vyznamenání, a britská vyznamenání se proto jejich příslušníkům již dále neudělují.
| Stuhy a spony Leteckého kříže | Stuhy a spony Leteckého kříže | Stuhy a spony Leteckého kříže | Stuhy a spony Leteckého kříže |
|                               | Letecký kříž                  | Letecký kříž se sponou        |                               |
| ----------------------------- | ----------------------------- | ----------------------------- | ----------------------------- |
| 1918–1919                     |                               |                               |                               |
| Po roce 1919                  |                               |                               |                               |